# (255703) Stetson
Pour les articles homonymes, voir Stetson (homonymie).
(255703) Stetson est un astéroïde de la ceinture principale.

## Description
(255703) Stetson est un astéroïde de la ceinture principale. Il fut découvert le 25 août 2006 à Mauna Kea par David D. Balam. Il présente une orbite caractérisée par un demi-grand axe de 2,42 UA, une excentricité de 0,12 et une inclinaison de 5,1° par rapport à l'écliptique.

## Compléments